# Мод Луис
Мод Кетлин Луис (енгл. Maud Kathleen Lewis, 7. март 1903 − 30. јул 1970) била је канадска сликарка наиве из Нове Шкотске. Живот је провела врло скромно, живећи у малој кући коју је потпуно осликала. Национално признање стекла је тек средином 1960-тих. О њој је тада настало неколико књига, представа и филмова. Једна је од најпознатијих сликарки наиве у Канади. Њени радови и рестаурирана кућа изложени су у сталној поставци уметничке галерије Нове Шкотске.

## Детињство и младост
Мод Кетлин Даули рођена је 7. марта 1903. у Јужном Охају (Нова Шкотска), у породици Џона и Агнес Даули (енгл. Dowley). Имала је једног брата. Мод се родила с урођеним манама и постепено јој се развијао реуматоидни артритис. Покретљивост њеног тела, нарочито руку, временом се смањивала. У свет уметности увела је њена мајка, која је научила да акварел техником израђује Божићне честитке за продају. Своју уметничку каријеру започела је продајом честитки за Божић и друге прилике.
Мод се као девојка зближила са Емери Аленом, човеком из Дигбија. Родила је кћерку Кетрин Даули 1928. године ван брака. Ален их је напустио, а Мод је наставила да живи код куће са родитељима. Како није имала својих прихода и није могла самостално да издржава дете, суд је одредио да се њена ћерка Кетрин да на усвајање. Касније у животу Кетрин се удала и имала је своју породицу која је живела у Новој Шкотској и Онтарију. Очигледно је покушала да контактира мајку, али без успеха.
У распону од две године, Мод су умрли и отац (1935) и мајка (1937). Као што је било типично за то време, њен брат је наследио породичну кућу. Кратко време живела је са братом, али се убрзо преселила се у Дигби (Нова Шкотска) и живела код тетке.

## Брак
Кадa је имала 34 године, удала се за Еверета Луиса, трговца рибом из Маршалтауна. Еверет је радио и као чувар на фарми . Према Еверету, Мод Даули се јавила на оглас који је објавио у локалним продавницама, а у којем је стајало да четрдесетогодишњи нежења тражи жену за живот или одржавање куће. Мод и Еверет су се убрзо венчали.
Живели су у Маршалтауну, неколико километара западно од Дигбија, непосредно уз аутопут. Еверетова кућа имала је једну собу, димензија 4,1 х 3,8 метара. Поткровље је служило као спаваћа соба. У исто време кућа је била и атеље. Еверет је водио рачуна о кућним пословима, јер се Мод тешко кретала. Живели су скромно, без струје и воде у кући. Мод Луис пратила је свог супруга када је продавао рибу обилазећи купце од врата до врата. Мод је носила Божићне честитке које је цртала. Продавала је честитке по двадесет и пет центи. Честитке су постале су популарне код мужевих купаца, те је почела да слика. Еверет је подржавао у томе и он јој је купио први сет уља.
Постепено је проширила свој асортиман, користећи друге површине за сликање, попут иверице и лесонита. Сликала је на мање-више свакој доступној површини у свом дому - зидовима, вратима, кутијама за хлеб, па чак и пећи. Потпуно је прекрила једноставне позадине са живописним стабљикама, лишћем и цветовима.

## Уметничка биографија
Мод Луис је на својим сликама користила јарке боје, а предмети су често цвеће или животиње - волови, коњи, птице, јелени или мачке. Много њених слика су сцене на отвореном, попут чамаца на води, коња који вуку саонице, клизача и портрети животиња. Слике које је стварала су биле инспирисане сећањима из детињства на пејзаж и људе из Јужног Охаја и Дигбија.
Већина њених слика биле су минијатуре - углавном не веће од 20 до 25 центиметара, мада се зна да је урадила најмање пет већих слика (димензија око 60 х 90 цм). Величина слика је била ограничена могућношћу померања руку, захваћих артритисом. Користила је углавном зидне даске и уљане боје у туби. Њена техника састојала се у томе да на плочу прво нанесе белу боју, затим је цртала контуре и наносила боје директно из тубе. Никада није мешала боје.
Између 1945. и 1950. људи су почели да се заустављају код њихове куће на аутопуту који је био део туристичке руте у западној Новој Шкотској. Куповали су слике за два или три долара. Тек у последње три или четири године живота Мод Луис, њене слике су почеле да се продају по седам до десет долара. Националну пажњу стекла је као сликарка наиве захваљујући чланку о њој у недељнику из Торонта објављеном 1964. године. Репортажа о њој емитована је 1965. године у емисији Телескоп на CBC-у. Бела кућа поручила је две њене слике 1970-их година, у време док је Ричард Никсон био председник. Међутим, узнапредовали артритис је ограничио њену способност да уради све наруџбине које је добијала последњих година живота.
Почетком 21. века, њене слике достигле су на аукцијама износе од по неколико хиљада долара. Две њене слике су продате за више од 16.000 долара. Највиша аукцијска цена коју је нека од њених слика постигла до сада је 22.200 долара. Слика пронађена 2016. године у продавници у Онтарију, продата је на аукцији за готово три пута више од процењене цене. Интернет аукција се завршила 19. маја 2017. године, а слика, која је процењена на 16.000 долара, продата је за 45.000 долара.

## Крај живота и смрт
Последње године свог живота Мод Луис провела је у једном углу свог дома сликајући онолико колико је могла. Због здравствених проблема, често је била у болници. Умрла је у Дигбију 30. јула 1970. од упале плућа. Њен супруг Еверет убијен је 1979. године током покушаја пљачке у малој кући.

## Кућа Мод Луис
Након њихове смрти, кућа је почела да пропада. Група људи из Дигбија и околине, поштовалаца Мод, основала је Удружење за очување осликане куће Мод Луис. Канадска покрајина Нова Шкотска откупила је кућу 1984. године и пребацила је у уметничку галерију Нове Шкотске у Халифаксу. Кућа је обновљена и сада је део сталне поставке о Мод Луис и њеним делима. 